# 陈康白
陈康白（1898年—1981年），原名陈运煌，男，湖南长沙人，中国科技教育家，曾任哈尔滨工业大学校长，中国科学院秘书长，第二、三、四届全国政协委员。